# Queenie
Pour l’article homonyme, voir Queenie (film, 1921).
Pour plus de détails, voir Fiche technique et Distribution.
Queenie, la force d'un destin est une mini-série dramatique américaine en deux épisodes réalisée par Larry Peerce, d'après le roman de Michael Korda, diffusée à la télévision en 1987.

## Synopsis
Une Anglo-Indiennne émigre de l'Inde vers la Grande-Bretagne, afin de sortir de la misère et de gagner en gloire et en fortune au prix de son bonheur personnel. Elle finit par devenir une star de cinéma à Hollywood tout en cachant  la vérité sur ses origines.

## Fiche technique
- Réalisation : Larry Peerce
- Production : John Cutts
- Coproduction : Robert M. Sertner et Frank von Zerneck
- Scénario : James Goldman, Michael Korda et April Smith
- Musique originale : Georges Delerue
- Directeur de la photographie : Tony Imi
- Montage : Michael Ripps et Eric A. Sears
- Pays d'origine :  États-Unis
- Langue originale : anglais
- Durée : 236 minutes
- Date de diffusion : 10 mai 1987

## Distribution
- Kirk Douglas : David Konig
- Mia Sara : Queenie Kelly / Dawn Avalon (prénommée Diane dans la VF)
- Joss Ackland : sir Burton Ramsay
- Serena Gordon : Prunella Ramsay
- Kate Emma Davies : Queenie enfant
- Claire Bloom : Vicky Kelley
- Leigh Lawson (VF : Pascal Renwick) : l'oncle Morgan
- Sarah Miles : Lady Sybil
- Albert Moses : l'inspecteur Gopal